# Aeropuerto Internacional de Artigas
El Aeropuerto Internacional de Artigas (IATA: ATI, OACI: SUAG) es un aeropuerto público que sirve a la ciudad de Artigas, en Uruguay, situado a 4 km al oeste de la ciudad, al sur del río Cuareim. Fue inaugurado en noviembre de 1973, y adquirió el carácter de “internacional” en los años noventa.
Actualmente opera vuelos domésticos e internacionales no regulares, exclusivamente bajo reglas de vuelo visual, y su categoría OACI es 2B.

## Pistas
El aeródromo cuenta con dos pistas de aterrizaje. La pista 11/29 es de tratamiento bituminoso y tiene una longitud de 1275 metros de largo y 30 de ancho. La pista 05/23 es de césped y tiene una longitud de 600 metros de largo y 50 de ancho.

## Aerolíneas y destinos
TAMU era su principal operador hasta los años noventa. Actualmente no hay vuelos regulares que funcionen en el aeropuerto.

### Destinos nacionales cesados
- PLUNA
  - Montevideo, Uruguay / Aeropuerto Internacional de Carrasco
  - Paysandú, Uruguay / Aeropuerto Internacional Tydeo Larre Borges
  - Rivera, Uruguay / Aeropuerto Internacional Presidente General Óscar D. Gestido
  - Salto, Uruguay / Aeropuerto Internacional Nueva Hespérides

- Transporte Aéreo Militar Uruguayo (TAMU)
  - Bella Unión, Uruguay / Aeródromo Bella Unión
  - Melo, Uruguay / Aeropuerto Internacional de Cerro Largo
  - Montevideo, Uruguay / Aeropuerto Internacional de Carrasco
  - Paysandú, Uruguay / Aeropuerto Internacional Tydeo Larre Borges
  - Rivera, Uruguay / Aeropuerto Internacional Presidente General Óscar D. Gestido
  - Salto, Uruguay / Aeropuerto Internacional Nueva Hespérides

## Estadísticas
En 2020 Artigas fue el tercer aeropuerto uruguayo con mayor tránsito de pasajeros de taxis aéreos (quinto en total de pasajeros), y el tercero con mayor tránsito de pasajeros nacionales. Se realizaron 423 vuelos nacionales y 4 vuelos internacionales de taxis aéreos, y transitaron un total de 1195 pasajeros nacionales y 6 pasajeros internacionales.

## Acceso
El aeropuerto se encuentra sobre la avenida Carlos María Ramírez, 1,5 km al oeste del límite de la ciudad. Se accede a la ciudad de Artigas por esta avenida al este. La ciudad cuenta con servicio de taxis.

## Accidentes e incidentes
El 10 de febrero de 1978 sucedió el accidente aéreo de TAMU en Artigas-Uruguay, cuando un avión Douglas C-47A CX-BJH, operado por la aerolínea militar TAMU en su capacidad de transporte de pasajeros civiles se accidentó segundos después de despegar de la pista de aterrizaje del aeropuerto de la ciudad de Artigas, Uruguay, en un vuelo nacional de pasajeros con destino al Aeropuerto Internacional de Carrasco en Montevideo.
Las 44 personas a bordo fallecieron a consecuencia del accidente (6 tripulantes y 38 pasajeros).